# Belu (regentschap)
Belu is een regentschap op West-Timor, provincie Oost-Nusa Tenggara, Indonesië.

## Geografie

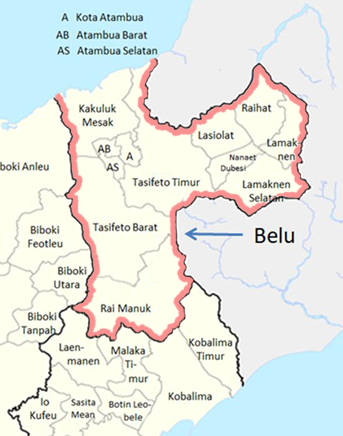
Regentschap Belu en zijn districten.

De oppervlakte van Belu bedraagt 1285  km². De hoofdstad van Belu is Atambua. Het regentschap Belu heeft de volgende 12 districten: Atambua Barat, Kota Atambua, Atambua Selatan, Kakuluk Mesak, Lamaknen, Lamaknen Selatan, Lasiolat, Raihat, Rai Manuk, Tasifeto Barat, Tasifeto Timur, Nanaet Dubesi. Het regentschap Belu grenst ten noorden aan de Sawu Zee, ten oosten aan de Democratische Republiek Oost-Timor, ten zuiden aan het regentschap Malaka en ten westen aan het regentschap Noord-Midden-Timor.

## Demografie
Er wonen 227.097 mensen in Belu en de dichtheid is 177 inw./km². Opgave: 2020. In tegenstelling tot de rest van West-Timor worden er talen gesproken die verder alleen op Oost-Timor gebruikt worden. Het meest spreekt men er het Tetum, en daarnaast ook Bekais, Kemak en Bunak, en wel in de districten Lamaknen, Zuid-Lamaknen en Raihat. Het percentage katholieken bedraagt 89,8%. De verdere percentages zijn: 7,1% protestant, 2,8% moslim, 0,12% hindoe, 0,01% boeddhist, overigen 0,17%.

## Geschiedenis
In 1916 richtten de nederlanders de regentschappen Belu Tasi Feto en Malaka op. Belu Tasi Feto werd naar Belu genoemd, de oude koloniale aanduiding van het oostelijke deel van het eiland Timor. De naam “Belu” komt uit de Tetum taal en duidt op “vriend” en “Tasi Feto” is het woord voor de ten noorden van Timor gelegen zee, en betekent “Vrouwenzee”.
De heerser over Belu was de Raja van Jenilu en de heerser over Malaka was de Liurai Tere Seran. De zetel van het nederlandse koloniale bewind was eerst Atapupu en werd later Atambua.
In 1924 werden beide regentschappen tot één gebied samengevoegd.
Op 14 december 2012 werden Malaka en Belu weer gescheiden en werd Malaka opnieuw een zelfstandig indonesisch regentschap.

## Transport
De West-Timor Hoofdweg (ID: Jalan Nasional Trans Timor) vormt de verbinding van Kupang via Atambua en Atapupu naar Motaain, het dorp aan de grens van West-Timor met Oost-Timor. Bij de stad Atambua ligt luchthaven Bandar Udara (IATA-code: ABU) en de kustplaats Atapupu herbergt een haven.

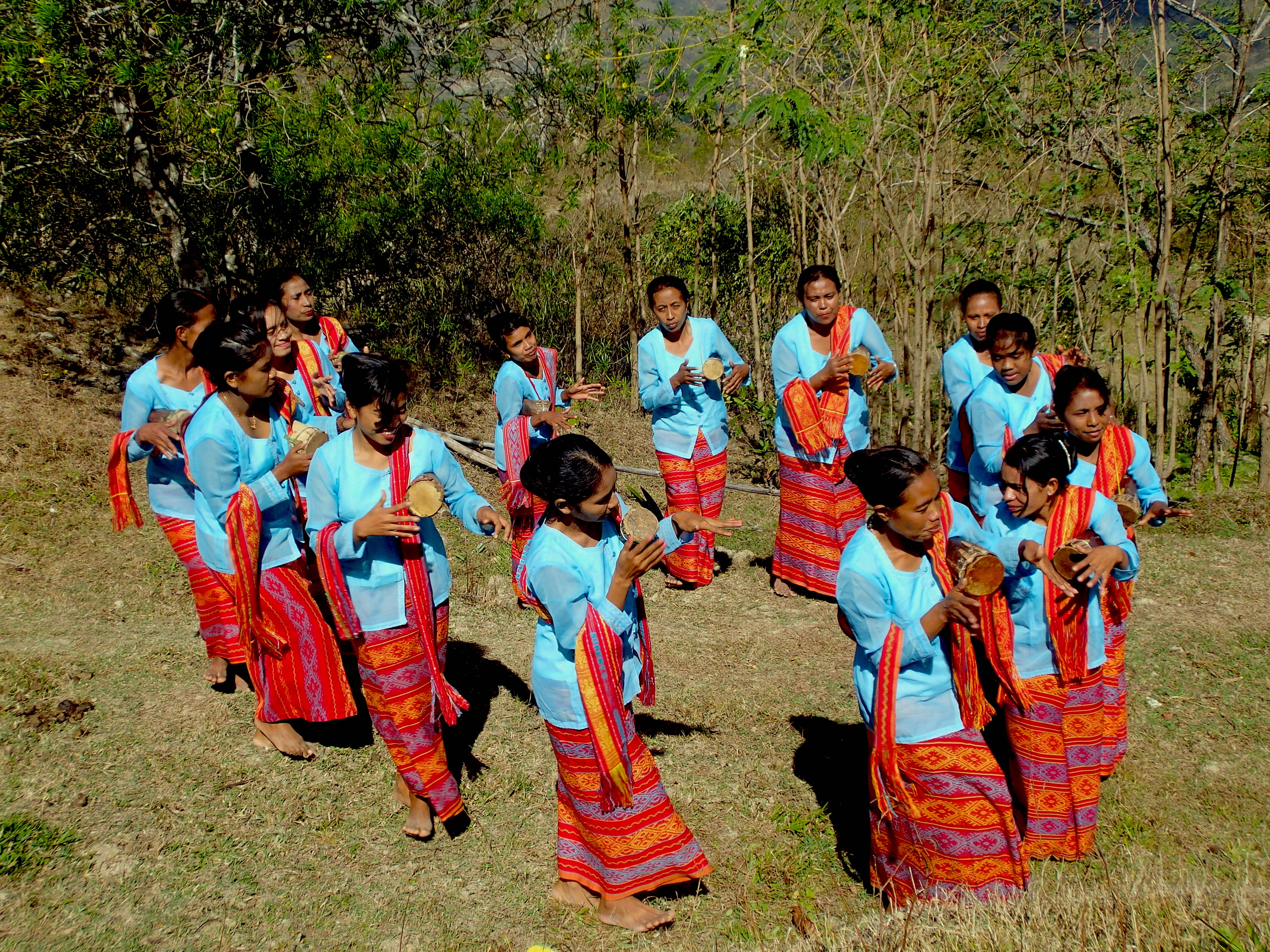
Liurai dans in het dorp Duarato, district Lamaknen.
Meo krijgsman, district Atambua.
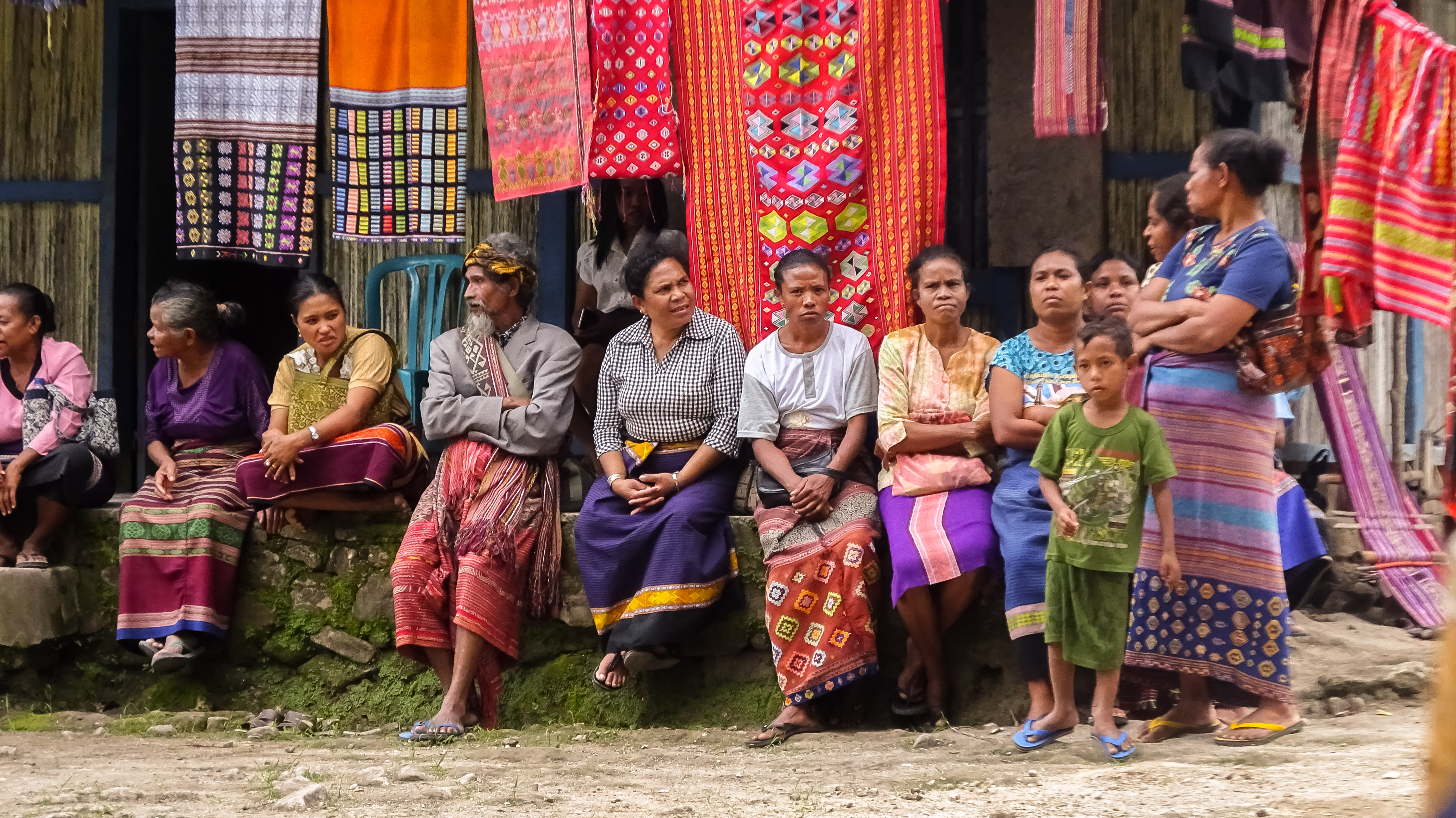
Vrouwen en man in ikat kledij, district Rai Manuk.
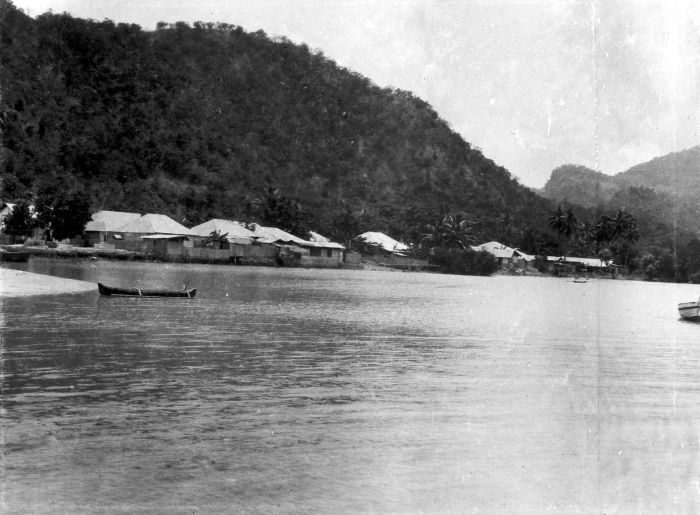
Haven van Atapupu.